# Sergio Busquets
Busquets  Burgos est un nom espagnol. Le premier nom de famille, en général paternel, est Busquets ; le second, en général maternel, souvent omis, est Burgos.
Pour les articles homonymes, voir Busquets.
Sergio Busquets Ì Burgos, ou simplement Sergio Busquets, né le 16 juillet 1988 à Sabadell (province de Barcelone, Espagne), est un footballeur international espagnol jouant au poste de milieu défensif à l'Inter Miami en MLS et qui fut le capitaine du FC Barcelone de 2021 à 2023.
Il est le fils de Carles Busquets, ancien gardien de but professionnel espagnol qui évolue dans les années 1990 au FC Barcelone. Les familles Busquets, Sanchis, et Maldini sont les seules familles dans lesquelles le père et le fils ont remporté la Ligue des champions (qui plus est avec le même club).
Né à Sabadell, il rejoint les jeunes du club durant l’été 2005, en provenance du Jabac. De fait, Sergio Busquets rejoint La Masia, le centre de formation du FC Barcelone. Dès lors, il progresse rapidement sous les ordres de Pep Guardiola et fait ses premiers pas en professionnels avec l'équipe réserve de 2007 à 2008. L'année suivante, il fait ses débuts avec le FC Barcelone et s'affirme comme un des leaders de l'équipe catalane.
En 2009, il obtient avec Barcelone un sextuplé inédit dans l'histoire du football : Ligue des champions, championnat d'Espagne, Coupe du Roi, Supercoupe d'Europe, Supercoupe d'Espagne et Coupe du monde des clubs. Deux ans plus tard, en 2011, il remporte de nouveau cinq titres, une performance réitérée en 2015. Considéré comme l'un des meilleurs milieux défensifs de l'histoire du football, Busquets est le principal régulateur du jeu Blaugrana par sa position axiale. Il fait partie de la génération dorée du Barça dont il est un joueur-clé, au même titre que Lionel Messi, Andrés Iniesta et Xavi.
Avec l'équipe d'Espagne, Sergio Busquets remporte la Coupe du monde 2010 en Afrique du Sud, jouant tous les matchs comme titulaire. Deux ans plus tard, il remporte le championnat d'Europe 2012. Il annonce sa retraite internationale après la Coupe du monde 2022, il est le troisième joueur le plus capé avec 143 sélections.

## Biographie

### Naissance, jeunesse et formation

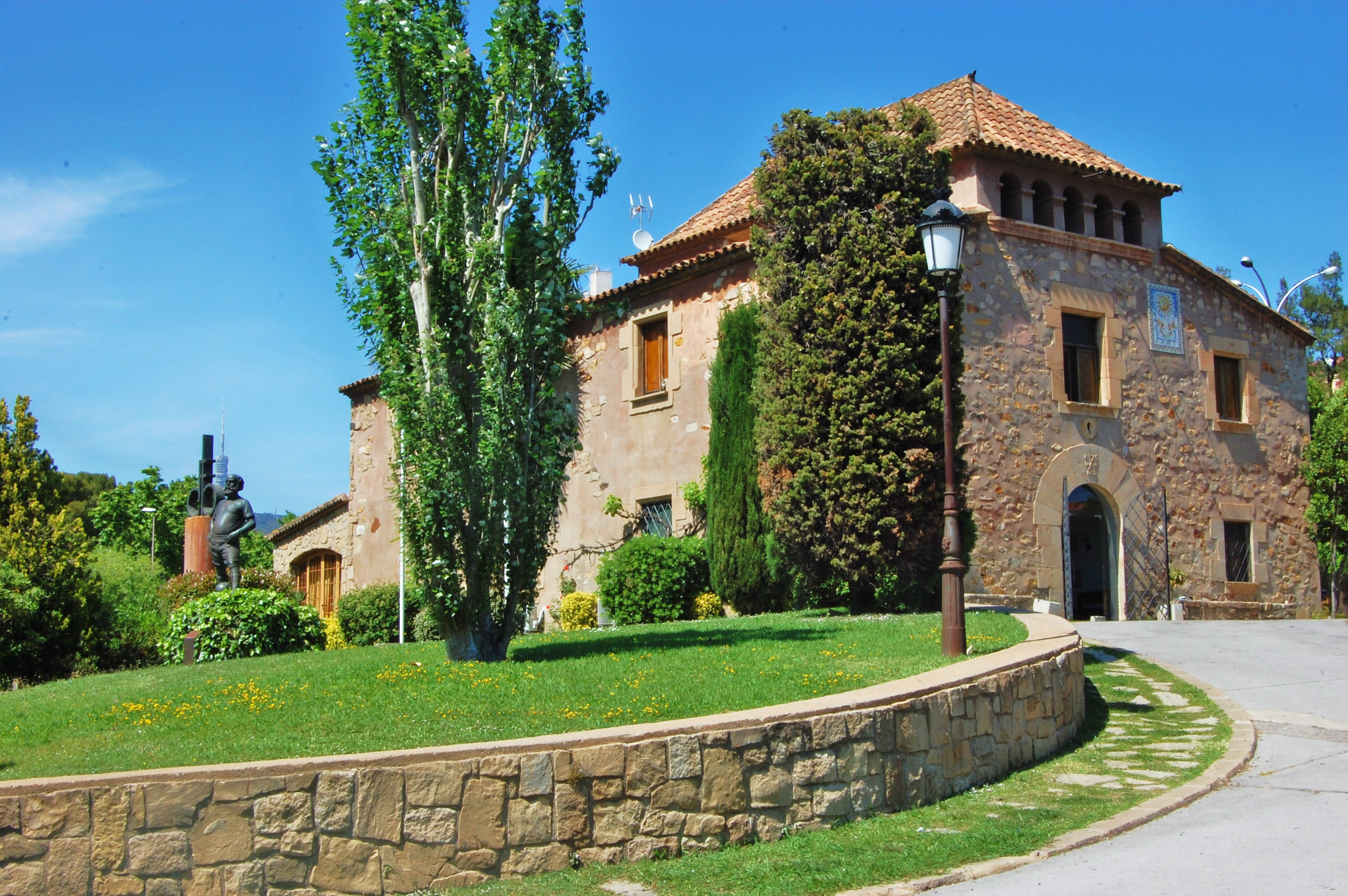
En 2003, Sergio Busquets rejoint La Masía, le centre de formation du FC Barcelone.

Sergio Busquets est le fils de Carles Busquets, ex-gardien de but professionnel espagnol qui joua dans les années 1990 au FC Barcelone.
Né à Sabadell, il rejoint les jeunes du club durant l’été 2005, en provenance du Jabac. De fait, Sergio Busquets rejoint La Masía, le centre de formation du FC Barcelone.
Lors de cette même saison il joue avec les juniors A, remportant trois trophées importants, aux côtés de Bojan, Giovani, Jeffren et Marc Crosas.
Lors de la saison 2006-2007, Busquets continue avec les juniors et est un des éléments moteurs de l’entraineur Àlex Garcia. Lors de sa troisième saison avec le club en tant que milieu de terrain, il inscrit 7 buts en 26 matches.

### Carrière de joueur

#### FC Barcelone
Busquets découvre le monde professionnel avec l'équipe B du FC Barcelone sous les ordres de Pep Guardiola durant la saison 2007-08. Il aide l'équipe à atteindre la troisième division espagnole en inscrivant 2 buts en 23 matchs.
Lors de la saison 2008-2009, il est appelé à jouer régulièrement avec l'équipe première entraînée désormais par Pep Guardiola. Il fait ses débuts contre le Racing de Santander le 13 septembre 2008 en Liga, en jouant l'intégralité du match.
Le 22 octobre 2008, pour son premier match en Ligue des champions contre le FC Bâle, il marque le premier et le deuxième des cinq buts de son équipe au Parc Saint-Jacques.
Le 27 mai 2009 à Rome, Pep Guardiola aligne Sergio Busquets dans le onze initial lors de la finale de Ligue des champions remportée par le FC Barcelone aux dépens de Manchester United sur le score de 2 à 0. La famille Busquets rejoint ainsi les familles Sanchis et Maldini qui sont les seules dont le père et le fils ont également remporté la Ligue des champions. Peu après, Sergio Busquets se voit décerner le Trophée Bravo qui récompense le meilleur espoir du football européen.

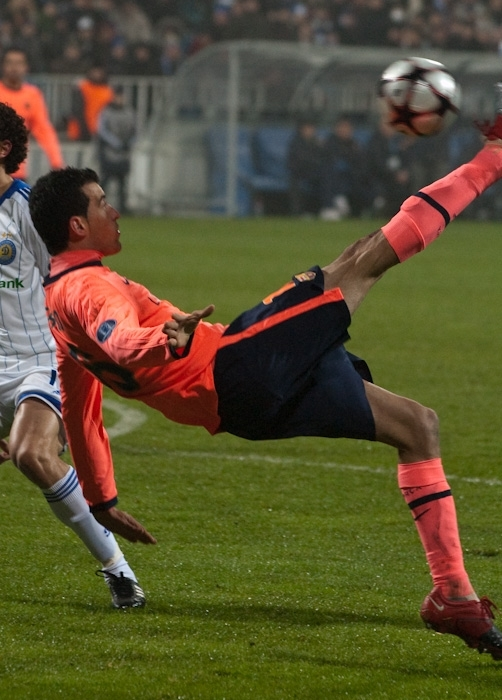
Sergio en pleine action défensive avec le FC Barcelone.

Le 19 décembre 2009, Sergio Busquets a remporté avec Barcelone la Coupe du monde des clubs, le sixième titre d'une année exceptionnelle.
En mai 2010, il remporte le championnat d'Espagne pour la deuxième fois consécutive en étant titulaire du onze de base de Pep Guardiola.
Deux ans après ses débuts en équipe première, Sergio Busquets dispute son centième match officiel sous le maillot du Barça le 29 septembre 2010 face à Rubin Kazan en Ligue des champions.
Sergio Busquets est sous contrat avec le FC Barcelone jusqu'en 2015 avec une clause de départ de 150 millions d'euros .
En 2011, il remporte cinq titres avec le FC Barcelone dont la Ligue des champions, la Liga et la Coupe du monde des clubs.
Le jour de l’anniversaire de l’international espagnol, le FC Barcelone officialise sa prolongation de contrat jusqu’en 2018 avec une année en option. L’annonce a été faite par le directeur sportif du club, Andoni Zubizarreta, juste après le premier entraînement de cette nouvelle saison le 16 juillet 2013, Sergio Busquets prolonge au Barça jusqu'en 2018, avec une clause de départ à 150 millions d'euros. Il s'agit d'une habitude pour le club catalan qui blinde les contrats de ses meilleurs joueurs. En effet, cette année-là, le club blaugrana s’est lancé dans une série de prolongations : Xavi Hernandez (jusqu’en 2016), Carles Puyol (2016) et Lionel Messi (2018). Gerard Piqué et Andrés Iniesta sont les suivants sur la liste du président Sandro Rosell.
Après avoir porté le numéro 16 pendant ses cinq premières saisons comme professionnel, Busquets porte à partir de la saison 2014-2015 le numéro 5 laissé libre à la suite du départ à la retraite du capitaine Carles Puyol. C'est Puyol en personne qui a demandé à Busquets de porter le numéro 5.
Busquets joue son 200e match de championnat le 8 février 2015. Fin 2016, avec plus de 400 matches officiels, Busquets fait partie des dix joueurs de l'histoire à avoir joué le plus de matches sous le maillot du Barça.
En septembre 2018, il prolonge son contrat avec Barcelone jusqu'en 2023, sa clause de départ s'élevant à 500 millions d'euros. Il est nommé vice capitaine du Barca après le départ d'Andrés Iniesta. Il dispute son 100e match de Ligue des champions de l'UEFA le 11 décembre 2018, lors d'un match nul à domicile contre Tottenham Hotspur lors de la phase de groupes. Le 9 novembre 2019, Sergio Busquets joue son 550e match avec la Barça contre le Celta Vigo et remporte ainsi sa 400e victoire avec son équipe. Il devient du même coup le cinquième joueur le plus capé de l'histoire du FC Barcelone. Busquets est le joueur ayant réussi le plus grand nombre de passes (22 940) dans les cinq grands championnats au cours de la décennie passée.
Le 8 août 2021, Busquets devient le capitaine de Barcelone à la suite du départ de l'ancien capitaine Lionel Messi.
Le 10 mai 2023, Busquets a annoncé qu'il quitterait Barcelone d'ici la fin de la saison.

#### Inter Miami
Le 16 juillet 2023, le lendemain de l'annonce de l'arrivée de Lionel Messi au club, l'Inter Miami annonce la signature de Sergio Busquets avec un contrat jusqu'en 2025. Il dispute sa première rencontre avec Miami face à Cruz Azul (victoire 2-1) dans le cadre de la Leagues Cup 2023 le 21 juillet suivant en remplaçant David Ruíz peu avant l'heure de jeu. L'Inter Miami remporte la compétition et le premier trophée de son histoire en battant le Nashville SC aux tirs au but en finale,.
Le 20 avril 2024, Busquets a marqué son premier but pour le club lors d'une victoire 3-1 contre le Nashville SC.

#### Sélection nationale (2008-2022)

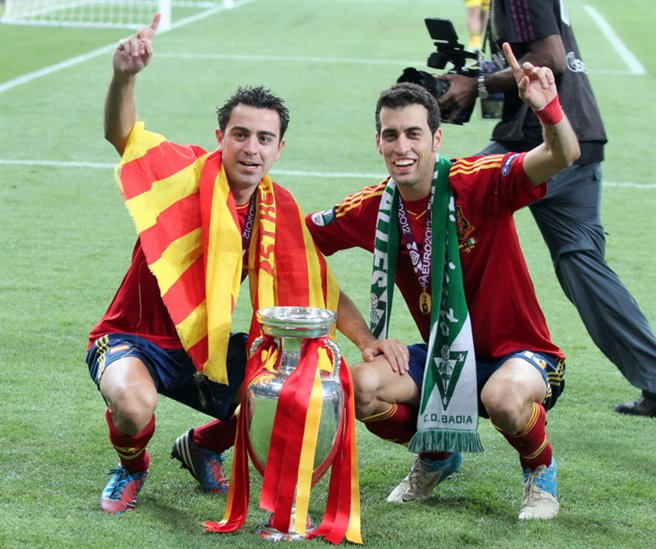
Sergio Busquets et Xavi avec le trophée de l'Euro 2012.

Le 12 octobre 2008, Sergio Busquets débute en équipe espoirs d'Espagne en match de barrage contre la Suisse pour atteindre le Championnat d'Europe de football espoirs 2009. Il marque un but à la 17e minute de jeu mais l'Espagne s'incline 1-2.
Le 6 février 2009, Sergio Busquets est convoqué pour la première fois en équipe d'Espagne A pour jouer un match amical face à l'Angleterre. Il est ainsi passé de la quatrième division à l'équipe nationale en à peine sept mois. Toutefois, le sélectionneur espagnol Vicente del Bosque ne le fait pas débuter lors de ce match.
C'est face à la Turquie, le 1er avril 2009 à Istanbul, lors d'un match qualificatif pour la Coupe du monde 2010 que Sergio Busquets, rentré en cours de match (74e), fait ses débuts avec l'équipe nationale espagnole (victoire 2-1).
Le 11 juillet 2010, Sergio Busquets remporte la Coupe du monde avec l'Espagne après avoir été titulaire lors des sept rencontres de la compétition. À la suite de cette victoire historique, la municipalité de Badia del Vallès d'où est originaire Sergio Busquets a baptisé de son nom le stade de la ville.
En juillet 2012, Sergio Busquets remporte le Championnat d'Europe avec l'Espagne en battant l'Italie en finale.
Le 12 octobre 2012, il est titularisé au poste de défenseur central face à la Biélorussie en match qualificative pour la Coupe du monde 2014. Il joue son cinquantième match en équipe nationale face à la France le 16 octobre 2012.
Membre d'une liste provisoire de 25 joueurs espagnols sélectionnés pour disputer l'Euro 2016, il fait partie de la liste définitive de 23 joueurs annoncée le 31 mai. Finalement l'Espagne perd en huitième de final contre l'Italie (0-2). Il fait partie de la liste définitive de 23 joueurs pour la coupe du monde 2018, mais son équipe connaît à nouveau une désillusion, échouant, à l'instar de l'Euro 2016, en huitième de finale, contre le pays hôte, la Russie, aux tirs au but.
Il fait partie de la liste de 24 joueurs établie par le sélectionneur Luis Enrique pour l'Euro 2020, et avec la non convocation de Sergio Ramos, Busquets sera le capitaine de la sélection espagnole pour l'euro. Il a été testé positif au COVID-19 huit jours avant le premier match de l'Espagne, obligeant toute l'équipe à se retirer de son dernier match d'échauffement contre la Lituanie. Il a raté les deux premiers matchs de groupe — les deux matchs nuls — avant de revenir dans l'équipe pour le troisième, dans lequel il a été élu homme du match par l'UEFA pour une victoire 5-0 sur la Slovaquie. Il est de nouveau élu homme match en huitième de finale face à la Croatie (victoire 5-3 après prolongations). L'Espagne échoue face à l'Italie aux tirs au but en demi-finale après avoir gagné face à la Suisse aux tirs au but également.
Pendant la phase finale de la Ligue des nations, Sergio Busquets est de nouveau capitaine de la Roja, l'Espagne se confronte aux champions d'Europe en titre, l'Italie. L'Espagne remporte le match 2 à 1 grâce à un doublé de Ferran Torres. En finale contre la France, Busquets délivre une magnifique passe décisive pour Oyarzabal. Finalement l'Espagne s'incline 2 à 1. Il est tout de même nommé meilleur joueur de la phase finale de la ligue des nations.
Le 11 novembre 2022, il fait partie de la sélection de 26 joueurs établie par Luis Enrique pour participer à la Coupe du monde 2022.
Sergio Busquets a annoncé sa retraite internationale, après avoir participé au Mondial 2022, où il était l'ultime rescapé du sacre de 2010. « J'aimerais annoncer qu'après quasiment 15 ans et 143 matches, est arrivé le moment de faire mes adieux à la sélection » espagnole, a écrit le joueur du FC Barcelone, 34 ans, sur les réseaux sociaux.
L'emblématique milieu de terrain du Barça quitte la sélection en tant que troisième joueur le plus capé de l'histoire, derrière Sergio Ramos (180 sélections) et Iker Casillas (167). Sergio Busquets était le dernier représentant de l'équipe ayant remporté la Coupe du monde 2010 en Afrique du Sud, et faisait également partie de la sélection espagnole ayant remporté l'Euro 2012. Il a donc disputé son dernier match avec la Roja le 6 décembre, lors du huitième de finale perdu contre le Maroc (0-0, 3 t.a.b. à 0), lors duquel il avait manqué son tir au but.
Il annonce sa retraite internationale après avoir participé à la Coupe du monde au Qatar en 2022 avec la Roja, l'équipe espagnole.

## Profil
Busquets est un milieu ratisseur infatigable, possédant une très bonne lecture de jeu. Très calme, il réfléchit et se retourne beaucoup avant de passer le ballon et ses passes sont rarement ratées. Il possède une très bonne technique qui lui permet de se sortir de situations difficiles. Avec Andrés Iniesta et Xavi, il formait un trio « magique » au milieu de FC Barcelone ainsi qu'en équipe nationale. Sa grande taille par rapport à ses deux compatriotes était un plus dans le jeu aérien. Il a réussi en très peu de temps à faire oublier Yaya Touré qui était considéré comme un des meilleurs milieux défensifs du monde. Busquets déclare avoir comme points faibles sa frappe de balle ainsi que le jeu long. Busquets est le joueur ayant réussi le plus grand nombre de passes (22 940) dans les cinq grands championnats au cours de la décennie passée.

## Statistiques

### Générales
| Saison                | Club                  | Championnat           | Championnat | Championnat | Championnat | Coupe(s) nationale(s) | Coupe(s) nationale(s) | Coupe(s) nationale(s) | Supercoupe | Supercoupe | Supercoupe | Compétition(s) continentale(s) | Compétition(s) continentale(s) | Compétition(s) continentale(s) | Compétition(s) continentale(s) | Séries | Séries | Séries | Supercoupe UEFA | Supercoupe UEFA | Supercoupe UEFA | Autres compétitions | Autres compétitions | Autres compétitions | Autres compétitions | Espagne | Espagne | Espagne | Total | Total | Total |
| Saison                | Club                  | Division              | M.          | B.          | P.d.        | M.                    | B.                    | P.d.                  | M.         | B.         | P.d.       | Comp.                          | M.                             | B.                             | P.d.                           | M.     | B.     | P.d.   | M.              | B.              | P.d.            | Comp.               | M.                  | B.                  | P.d.                | M.      | B.      | P.d.    | M.    | B.    | P.d.  |
| 2008-2009             | FC Barcelone B        | Segunda División B    | 2           | 0           | -           | -                     | -                     | -                     | -          | -          | -          | -                              | -                              | -                              | -                              | -      | -      | -      | -               | -               | -               | -                   | -                   | -                   | -                   | -       | -       | -       | 2     | 0     | 0     |
| 2008-2009             | FC Barcelone          | Liga                  | 24          | 1           | 0           | 9                     | 0                     | 0                     | -          | -          | -          | C1                             | 8                              | 2                              | 1                              | -      | -      | -      | -               | -               | -               | -                   | -                   | -                   | -                   | 6       | 0       | 0       | 47    | 3     | 1     |
| 2009-2010             | FC Barcelone          | Liga                  | 33          | 0           | 2           | 4                     | 0                     | 0                     | 2          | 0          | 0          | C1                             | 10                             | 0                              | 0                              | -      | -      | -      | 1               | 0               | 0               | CMC                 | 2                   | 1                   | 0                   | 15      | 0       | 0       | 67    | 1     | 2     |
| 2010-2011             | FC Barcelone          | Liga                  | 28          | 1           | 3           | 5                     | 0                     | 0                     | 1          | 0          | 0          | C1                             | 12                             | 0                              | 3                              | -      | -      | -      | -               | -               | -               | -                   | -                   | -                   | -                   | 10      | 0       | 1       | 56    | 1     | 7     |
| 2011-2012             | FC Barcelone          | Liga                  | 31          | 1           | 1           | 8                     | 0                     | 0                     | 1          | 0          | 0          | C1                             | 10                             | 1                              | 0                              | -      | -      | -      | 1               | 0               | 0               | CMC                 | 1                   | 0                   | 0                   | 15      | 0       | 0       | 67    | 2     | 1     |
| 2012-2013             | FC Barcelone          | Liga                  | 31          | 1           | 2           | 4                     | 0                     | 0                     | 2          | 0          | 0          | C1                             | 8                              | 0                              | 0                              | -      | -      | -      | -               | -               | -               | -                   | -                   | -                   | -                   | 13      | 0       | 0       | 58    | 1     | 2     |
| 2013-2014             | FC Barcelone          | Liga                  | 32          | 1           | 1           | 5                     | 1                     | 0                     | 2          | 0          | 0          | C1                             | 9                              | 1                              | 1                              | -      | -      | -      | -               | -               | -               | -                   | -                   | -                   | -                   | 9       | 0       | 1       | 57    | 3     | 3     |
| 2014-2015             | FC Barcelone          | Liga                  | 33          | 1           | 2           | 4                     | 0                     | 0                     | -          | -          | -          | C1                             | 10                             | 0                              | 0                              | -      | -      | -      | -               | -               | -               | -                   | -                   | -                   | -                   | 9       | 2       | 1       | 56    | 3     | 3     |
| 2015-2016             | FC Barcelone          | Liga                  | 35          | 0           | 4           | 5                     | 0                     | 0                     | 1          | 0          | 0          | C1                             | 9                              | 0                              | 0                              | -      | -      | -      | 1               | 0               | 1               | CMC                 | 2                   | 0                   | 1                   | 11      | 0       | 0       | 64    | 0     | 6     |
| 2016-2017             | FC Barcelone          | Liga                  | 33          | 0           | 3           | 5                     | 0                     | 0                     | 2          | 0          | 0          | C1                             | 8                              | 0                              | 0                              | -      | -      | -      | -               | -               | -               | -                   | -                   | -                   | -                   | 9       | 0       | 2       | 57    | 0     | 5     |
| 2017-2018             | FC Barcelone          | Liga                  | 31          | 1           | 4           | 7                     | 0                     | 0                     | 2          | 0          | 0          | C1                             | 10                             | 0                              | 0                              | -      | -      | -      | -               | -               | -               | -                   | -                   | -                   | -                   | 10      | 0       | 1       | 60    | 1     | 5     |
| 2018-2019             | FC Barcelone          | Liga                  | 35          | 0           | 1           | 6                     | 0                     | 0                     | 1          | 0          | 0          | C1                             | 12                             | 0                              | 1                              | -      | -      | -      | -               | -               | -               | -                   | -                   | -                   | -                   | 6       | 0       | 0       | 60    | 0     | 2     |
| 2019-2020             | FC Barcelone          | Liga                  | 33          | 2           | 2           | 2                     | 0                     | 0                     | 1          | 0          | 0          | C1                             | 7                              | 0                              | 0                              | -      | -      | -      | -               | -               | -               | -                   | -                   | -                   | -                   | 3       | 0       | 2       | 46    | 2     | 4     |
| 2020-2021             | FC Barcelone          | Liga                  | 36          | 0           | 5           | 6                     | 0                     | 0                     | 2          | 0          | 0          | C1                             | 6                              | 0                              | 0                              | -      | -      | -      | -               | -               | -               | -                   | -                   | -                   | -                   | 11      | 0       | 0       | 61    | 0     | 5     |
| 2021-2022             | FC Barcelone          | Liga                  | 36          | 2           | 0           | 2                     | 0                     | 1                     | 1          | 0          | 0          | C1+C3                          | 6+6                            | 0+1                            | 0                              | -      | -      | -      | -               | -               | -               | -                   | -                   | -                   | -                   | 10      | 0       | 1       | 61    | 3     | 2     |
| 2022-2023             | FC Barcelone          | Liga                  | 30          | 0           | 4           | 5                     | 0                     | 0                     | 2          | 0          | 0          | C1+C3                          | 4+1                            | 0                              | 0                              | -      | -      | -      | -               | -               | -               | -                   | -                   | -                   | -                   | 6       | 0       | 0       | 48    | 0     | 4     |
| Sous-total            | Sous-total            | Sous-total            | 481         | 11          | 34          | 77                    | 1                     | 1                     | 20         | 0          | 0          | -                              | 136                            | 5                              | 6                              | -      | -      | -      | 3               | 0               | 1               | -                   | 5                   | 1                   | 1                   | 143     | 2       | 9       | 865   | 20    | 52    |
| 2023                  | Inter Miami CF        | MLS                   | 11          | 0           | 1           | 2                     | 0                     | 0                     | -          | -          | -          | LCup                           | 7                              | 0                              | 0                              | -      | -      | -      | -               | -               | -               | -                   | -                   | -                   | -                   | -       | -       | -       | 20    | 0     | 1     |
| 2024                  | Inter Miami CF        | MLS                   | 30          | 1           | 4           | -                     | -                     | -                     | -          | -          | -          | CCC+LCup                       | 4+4                            | 0                              | 1+0                            | 2      | 0      | 0      | -               | -               | -               | -                   | -                   | -                   | -                   | -       | -       | -       | 40    | 1     | 5     |
| 2025                  | Inter Miami CF        | MLS                   | 20          | 0           | 5           | -                     | -                     | -                     | -          | -          | -          | CCC                            | 7                              | 0                              | 2                              | -      | -      | -      | -               | -               | -               | CMC                 | 4                   | 0                   | 0                   | -       | -       | -       | 31    | 0     | 7     |
| Sous-total            | Sous-total            | Sous-total            | 61          | 1           | 10          | 2                     | 0                     | 0                     | -          | -          | -          | -                              | 22                             | 0                              | 3                              | 2      | 0      | 0      | -               | -               | -               | -                   | 4                   | 0                   | 0                   | -       | -       | -       | 91    | 1     | 13    |
| Total sur la carrière | Total sur la carrière | Total sur la carrière | 544         | 12          | 44          | 79                    | 1                     | 1                     | 20         | 0          | 0          | -                              | 158                            | 5                              | 9                              | 2      | 0      | 0      | 3               | 0               | 1               | -                   | 9                   | 1                   | 1                   | 143     | 2       | 9       | 958   | 21    | 65    |

### Buts internationaux
|   | Date             | Sél. | Lieu                                  | Adversaire        | Résultat | Détail | Détail | Compétition                  |
| - | ---------------- | ---- | ------------------------------------- | ----------------- | -------- | ------ | ------ | ---------------------------- |
| 1 | 8 septembre 2014 | 70   | Ciutat de València, Valence (Espagne) | Macédoine du Nord | 5-1      | 45+3e  | 3-1    | Éliminatoires de l'Euro 2016 |
| 2 | 15 novembre 2014 | 73   | Nuevo Colombino, Huelva (Espagne)     | Biélorussie       | 3-0      | 19e    | 2-0    | Éliminatoires de l'Euro 2016 |

## Palmarès

### En club
| FC Barcelone (32) | Inter Miami CF (2) |
| --- | --- |
| - Championnat d'Espagne (9) : - Champion : 2009, 2010, 2011, 2013, 2015, 2016, 2018, 2019 et 2023 - Vice-champion : 2012, 2014, 2017, 2020 et 2022 - Coupe d'Espagne (7) : - Vainqueur : 2009, 2012, 2015, 2016, 2017, 2018 et 2021 - Finaliste : 2011, 2014 et 2019 - Supercoupe d'Espagne (7) : - Vainqueur : 2009, 2010, 2011, 2013, 2016, 2018 et 2023 - Finaliste : 2012, 2015, 2017 et 2021 - Ligue des champions (3) : - Vainqueur : 2009, 2011 et 2015 - Coupe du monde des clubs (3) : - Vainqueur : 2009, 2011 et 2015 - Supercoupe d'Europe (3) : - Vainqueur : 2009, 2011 et 2015 | - Supporters' Shield (1) : - Vainqueur en 2024 - Leagues Cup (1) : - Vainqueur en 2023 - Coupe des États-Unis : - Finaliste en 2023 |

### En sélection nationale
| Équipe d'Espagne (3) : |
| --- |
| - Coupe du monde (1) : - Vainqueur : 2010 - Championnat d'Europe (1) : - Vainqueur : 2012 - Coupe des confédérations : - Finaliste : 2013 - Ligue des nations (1): - Finaliste : 2021 - Vainqueur en 2023 |

## Distinctions personnelles
- Trophée Bravo en 2009
- Prix de la Liga de Fútbol Profesional (LFP) de la révélation de la saison 2008-2009[24]
- Membre de l'équipe type du Championnat d'Europe de football 2012
- Membre de l'équipe type de la ligue des champions UEFA 2014-2015
- Membre de l'équipe type de la Liga 2015-2016
- Meilleur joueur de la Phase finale de la Ligue des nations en 2021

## Vie privée
En 2014, Sergio Busquets déclare être en couple avec Elena Galera, une mannequine espagnole. En 2016, ils ont un fils prénommé Enzo et, deux ans plus tard, un autre baptisé Levi.